# Hasta La Cocina
Hasta La Cocina é um programa de televisão sobre culinária do México. É mais conhecido por estar no Guinness World Records como o mais duradouro programa de culinária do mundo, pois está em atividade desde 1963.